# Jean Louis Thuillier
Jean-Louis Thuillier ( 22 de abril de 1757, Creil - 22 de noviembre de 1822, París) fue un horticultor, botánico , y briólogo francés.
Este jardinero no recibió más que una educación sumaria. Pasó parte esencial de su vida en el "Colegio Charlemagne". Fue eminentemente un gran recolector de plantas, que le solicitaban botánicos como Louis-Claude Marie Richard (1754-1821) o Antoine-Laurent de Jussieu (1748-1836), que los acompañaba durante sus herborizaciones.
Realizaba ventas de sus herborizaciones, que realizaba ofreciendo espléndidos herbarios. Así, el francoprovenzal, Benjamin Delessert (1773-1784), obtiene un herbario.
Publica en 1790, Flore des environs de Paris, ou Distribution méthodique des plantes qui y croissent naturellement, exécutée d'après le système de Linnaeus (Veuve Desaint, Paris, 1790). Thuillier en realidad era solo el autor de las precisas indicaciones geográficas de localización de las especies, mientras las descripciones eran confiadas a otros botánicos.
Su nombre aparece como coautor con Étienne Pierre Ventenat (1757-1808) de : Le Vademecum du botaniste voyageur aux environs de Paris, à l'usage des personnes qui ont la flore de J.-L. Thuillier (impreso Beaudouin, París, 1803).

## Honores

### Epónimos
- (Asteraceae) Centaurea thuillieri (Dostál) J.Duvign. & Lambinon[1]
- (Poaceae) Deschampsia thuillieri Gren. & Godr.[2]
- (Rosaceae) Rubus thuillieri Poir.[3]
- (Rosaceae) Rosa thuilleri Dalla Torre & Sarnth.[4]
- (Scrophulariaceae) Antirrhinum thuillieri Poir.[5]
- (Scrophulariaceae) Linaria thuillieri Mérat[6]

- La abreviatura «Thuill.» se emplea para indicar a Jean Louis Thuillier como autoridad en la descripción y clasificación científica de los vegetales.[7]

## Fuente
- Benoît Dayrat. 2003. Les Botanistes et la Flore de France, trois siècles de découvertes. Publ. científicas del Museo Nacional de Historia Natural de Francia : 690 pp.